# Trey Gunn
Trey Gunn (ur. 13 grudnia 1960 w San Antonio) – amerykański muzyk i kompozytor, wirtuoz gitary basowej, chapman stick oraz warr guitar. Absolwent University of Oregon. Trey Gunn znany jest przede wszystkim z występów w brytyjskim zespole rocka progresywnego King Crimson, którego był członkiem w latach 1994−2003. Od 1985 roku prowadzi solową działalność artystyczną. Muzyk współpracował ponadto m.in. z takimi wykonawcami jak: Robert Fripp, David Sylvian, Vernon Reid, John Paul Jones, Eric Johnson, Michael Brook, David Hykes, Gordian Knot, Quodia, KTU, TU oraz UKZ.

## Instrumentarium
- Warr Guitar Trey Gunn Signature Series TGSS[6]
- The Godin Glissentar[7]
- Chapman stick[8]

## Dyskografia
| - Toyah Willcox – Ophelia's Shadow (1991, EG) - Trey Gunn – One Thousand Years (1993, Discipline Global Mobile) - Toni Childs – The Woman's Boat (1994, Geffen Records) - Alice – Charade (1995, WEA) - King Crimson – THRAK (1995, Discipline Global Mobile) - California Guitar Trio – Invitation (1995, Discipline Global Mobile) - Trey Gunn – The Third Star (1996, Discipline Global Mobile) - Gordian Knot – Gordian Knot (1998, Sensory Records) - Trey Gunn – Raw Power (1999, First World Music) - Bill Rieflin, Robert Fripp, Trey Gunn – The Repercussions of Angelic Behavior (1999, First World Music) |  | - The Trey Gunn Band – The Joy Of Molybdenum (2000, Discipline Global Mobile) - The Trey Gunn Band – Live Encounter (2001, First World Music) - King Crimson – The ConstruKction of Light (2001, Discipline Global Mobile) - King Crimson – The Power to Believe (2003, Sanctuary Records) - Sean Malone – Cortlandt (2007, AudioImage Records) - Trey Gunn, Marco Minnemann – Modulator (2010, 7d Media) - Morgan Ågren, Henry Kaiser, Trey Gunn – Invisible Rays (2011, Gonzo Multimedia) - Trey Gunn – I'll Tell What I Saw (2010, 7d Media) - Trey Gunn – The Waters They Are Rising (2010, 7d Media) |

## Filmografia
- "Soundbreaker" (jako on sam, 2012, film dokumentalny, reżyseria: Kimmo Koskela)[19]